# A1 Team Portugal
Het A1 Team Portugal was een Portugees raceteam dat deelnam aan de A1 Grand Prix. Het team werd gerund door Boer Racing Services en was het zusterteam van team Zwitserland
Het team heeft één overwinning geboekt, te weten tijdens de race op het circuit Chengdu in het laatste jaar van A1 Grand Prix. Dat jaar behaalde het team een derde plaats in het kampioenschap.

## Coureurs
De volgende coureurs hebben gereden voor Portugal, met tussen haakjes het aantal races.
- Álvaro Parente (26)
- Filipe Albuquerque (22, waarvan 1 overwinning)
- João Urbano (14)
- César Campaniço (2)